# Association for Computational Linguistics
Die Association for Computational Linguistics (ACL) ist eine internationale wissenschaftliche Gesellschaft, die sich um computerlinguistische Themen kümmert.
Sie veranstaltet jedes Jahr internationale Konferenzen wie EMNLP oder IJCNLP in unterschiedlichen Ländern. Gegründet wurde die Gesellschaft 1962 unter dem Namen Association for Machine Translation and Computational Linguistics (AMTCL).
Die Zeitschriften Computational Linguistics und Transactions of the Association for Computational Linguistics (TACL) werden von MIT Press für ACL herausgegeben.
ACL verfügt über eine große Anzahl von „Special Interest Groups“ (SIGs), die sich auf bestimmte Bereiche der Verarbeitung natürlicher Sprache konzentrieren wie SIGANN, SIGDAT oder SIGMT.
Publikationen aus Veranstaltungen der ACL und weiterer thematisch verbundener Organisationen werden über die open-access Webseite ACL Anthology zur Verfügung gestellt. Auf ihr sehen über 100.000 Publikationen kostenfrei zur Verfügung (Stand Februar 2025).